# Barànovo (Kursk)
|  | Per a altres significats, vegeu «Barànovo». |

Barànovo (en rus: Бараново) és un poble de l'óblast de Kursk, a Rússia, que en el cens del 2010 tenia 612 habitants. Pertany al districte rural de Gorxétxnoie.